# Concorso
Un concorso (dal latino concursus, participio passato del verbo concurrĕre,  'concorrere') è una competizione tra due o più soggetti, finalizzata alla vincita di un premio o di beni e servizi posti come ricompensa per la vincita.
Nel mondo del lavoro è un metodo di selezione del personale allo scopo di assegnare la titolarità di uffici o, più in generale, di posizioni organizzative, attraverso la raccolta di candidature e l'individuazione dei più idonei mediante una valutazione oggettiva, secondo quanto previsto dalla legge. Può essere basato su titoli ed esami, solo su titoli, od anche solo su esami.

## Descrizione

### Generalità
È un tipo di gara utilizzato in vari contesti, come programmi televisivi, gare di bellezza, competizioni scolastiche. La ricompensa per il superamento può essere un premio o un riconoscimento di vario tipo; nei programmi televisivi si svolgono concorsi a premi per l'assegnazione degli stessi ai concorrenti partecipanti; nel campo dell'economia, il concorso è funzionale all'ottenimento di beni e servizi da parte di imprese che operino in vari settori, alla selezione del personale e/o all'assegnazione di posizioni all'interno di una organizzazione d'azienda.
Generalmente è previsto dalla legge per l'accesso ai ruoli della pubblica amministrazione, e talvolta anche per l'avanzamento di carriera, in molti ordinamenti giuridici statali secondo quanto previsto dalla legge. Ad esempio, nei paesi che adottino un sistema di civil law viene utilizzato per il reclutamento del personale nella magistratura: in tal caso si tratta di figure alle quali è richiesta particolare competenza, unita ad imparzialità nello svolgimento dei compiti attribuiti. Nel reclutamento del personale pubblico, il concorso è il metodo tipico attraverso il quale si realizza il cosiddetto merit system ('sistema del merito'), in contrapposizione allo spoil system ('sistema del bottino'), la pratica con la quale le forze politiche al governo distribuiscono le posizioni ai propri affiliati e simpatizzanti, come incentivo a lavorare per il partito o l'organizzazione politica. Il ricorso al concorso piuttosto che alla nomina discrezionale da parte di organi politici, presupposto dello spoil system, varia da un ordinamento all'altro: ad esempio, negli Stati Uniti la nomina politica è più diffusa e interessa uffici che in Italia ed altri paesi europei verrebbero assegnati con concorso. D'altra parte, anche laddove il concorso è più ampiamente utilizzato, la discrezionalità degli organi politici tende ad essere accentuata quando si tratta di nominare i funzionari burocratici di più alto livello, posti alle dirette dipendenze dei politici.

### Finalità
Il meccanismo del concorso è finalizzato a garantire uguali possibilità di accesso alle posizioni per cui si svolge la selezione, attraverso una valutazione oggettiva della capacità di svolgere i relativi compiti e, dunque, su base esclusivamente meritocratica, evitando che la scelta sia influenzata da pratiche clientelari, raccomandazioni, nepotismi, logiche di appartenenza politica o favoritismi di vario genere.

### Procedimento
Il procedimento è diverso a seconda dei contesti, può bastare una semplice domanda sena formalità alcuna o una procedura più complessa. Quando il concorso è obbligatorio, le modalità di svolgimento sono disciplinate, almeno negli aspetti principali, dalla legge. Quando, invece, il ricorso ad esso è una libera scelta dell'ente, è il medesimo a fissarne le regole di svolgimento. In tal caso, le fasi tipiche dello svolgimento di un concorso sono previste dall'atto di emanazione.
L'assegnazione dei posti ai vincitori del concorso può essere formalizzata con la stipulazione di un contratto o con un atto di nomina. A volte l'esito del concorso non vincola del tutto la nomina: ciò accade quando è previsto che, anziché una graduatoria, sia formato solo un elenco di idonei, tra i quali possono essere discrezionalmente scelti quelli da nominare.

## Normative nazionali

### Francia
Il reclutamento nell'amministrazione statale centrale francese ha regole diverse a seconda della tipologia delle figure  che sono raggruppate in tre categorie:
- Catégorie A (livello dirigenziale)
- Catégorie B (livello impiegatizio con responsabilità intermedia)
- Catégorie A livello di supporto con compiti perlopiù operativi)

È prevista inoltre formazione continua per i dirigenti e gli impiegati pubblici, alla quale sovrintendente lo Institut national du service public.

### Italia
La Costituzione della Repubblica Italiana - in particolare agli artt. 97 e 106 - prevede il principio giuridico dell'accesso agli impieghi della pubblica amministrazione italiana, tramite concorso pubblico, mentre i requisiti e le procedure sono previsti alla legislazione ordinaria. I bandi di concorso sono pubblicati sul sito web Portale inPA, ma le amministrazioni pubbliche interessate possono anche pubblicarli sul proprio sito istituzionale. 
Esistono diverse tipologie di concorsi pubblici, tra cui i concorsi aperti a tutti i cittadini, concorsi riservati ai militari e concorsi interni riservati al personale già in servizio nelle amministrazioni. Inoltre, alcuni concorsi sono riservati ai soggetti di cui alla legge 12 marzo 1999, n. 68. Per alcuni concorsi, soprattutto nelle forze armate e di polizia, possono essere richieste anche prove fisiche e accertamenti psico-attitudinali.
La normativa generale è contenuta nel d.lgs. 30 marzo 2001, n. 165, salvo ulteriori disposizioni per particolari settori.

### Spagna
La normativa concorsuale per il reclutamento nel pubblico impiego spagnolo è la legge n. 7/2007 del 12 aprile che ha emanato lo Estatuto Básico del Empleado Público, come da ultimo modificata dal Real decreto legislativo 5/2015 del 30 ottobre.

### Stati Uniti d'America
Il reclutamento del personale nell'amministrazione federale USA  è disciplinato dal merit system - enunciati nello United States Code - introdotto nel 1883 durante la presidenza di Chester Arthur col Pendleton Civil service Riform Act, in sostituzione dello spoils system adottato nel 1829 durante la presidenza di Andrew Jackson. Ulteriori requisiti e prescrizioni possono essere inoltre eventualmente richiesti per l'assunzione in talune agenzie governative.
Le amministrazioni di ogni singolo Stato federato degli Stati Uniti d'America hanno generalmente proprie regole e requisiti.

## Organizzazioni internazionali

### ONU
L'accesso ad alcuni impieghi delle Nazioni Unite avviene, normalmente, attraverso  la National Competitive Recruitment Examination (NCRE), una procedura formalmente istituita dall'Assemblea generale ONU con la risoluzione delle Nazioni Unite 35/210 del 1980, nella quale si è deliberato:
Il percorso di selezione che si svolge in tre fasi:
- esame scritto;
- colloquio;
- superamento di un periodo di prova della durata di due anni.